# Андрија Ненадовић
Андрија Ненадовић звани Кљуцар (Црвена Јабука, 20. април 1896 — Црвена Јабука, 25. децембар 1969) био је српски земљорадник и учесник Првог светског рата, те одбране Краљевине СХС (1920) од великоалбанске агресије. Носилац је Сребрног војничког ордена Карађорђеве звезде са мачевима, као и још неколико одликовања и признања.

## Биографија
Андрија Ненадовић, звани Кљуцар, рођен је 20. априла 1896. године у селу Црвена Јабука код Уба, од оца Михаила и мајка Ружице, пољопривредника, средњег имовног стања. Био је један од потомака Николице Ђурића, капетана из Првог српског устанка. Поред Андрије, његови родитељи су имали још три сина: Милорада, Драгића и Момчила. После завршене основне школе живео је у месту рођења и бавио се пољопривредом.

### Ратно искуство
Томислав Влаховић за Ненадовића пише да је учествовао у свим ратовима од 1912. до 1918. године, а по сећању родбине Краљевски орден Карађорђеве звезде добио је за заслуге у заштитници српске војске при њеном одступању на Јадранско приморје, бранећи митраљезом једну коту, док и последњи војник није одступио. Међутим, у архивској документацији пише да је одликован Сребрним војничким орденом Карађорђеве звезде са мачевима као припадник Митраљеског одељења X пешадијског пука. О томе му је издат указ бр. 55577, од 15. септембра 1925. године. За то одликовање предложен је због заслуга стечених у борбама вођеним при упаду Арнаута из Алабније у Краљевину СХС 1920. године, као и борбама са одметницима. Имајући у виду годину његову рођења он сигурно није учествовао у балканским ратовима, па можда и у Првом светском рату. Зато не треба искључити могућност да је ово високо одликовање стекао као војник на одслужењу редовног војног рока по завршетку Првог светског рата.
На почетку Другог светског рата ступио је у Тамнавски батаљон Ваљевског односно Посавског народноослободилачког партизанског одреда и учествовао у неким борбама. Касније се вратио кући и помагао НОП. Све то време Карађорђева звезда била је закопана како Немцима не би пала у руке. По завршетку рата орањем њиве орден је случајно нађен али је прилично оштећен.
Био је ожењен Миљаном, девојачки Симић, (1898-1962) домаћицом. Имали су кћери: Николију (1918), Манду (1924), Миланку (1926) и Бојку (1928) и синове: Прибислава – Мила (1921–1983), Златомира (1930) и Милорада (1934).
Андрија Ненадовић умро је 25. децембра 1969. године у свом у родном селу Црвена Јабука код Уба.